# Antonin Pio
Antonin Pio, lat. Titus Aurelius Fulvius Boionius Arrius Antoninus Pius (Lanuvium, 19. rujna 86. – Lanuvium, 7. ožujka 161.), rimski car od 138. do smrti 161. i četvrti iz razdoblja Pet dobrih careva. Posvojeni je sin cara Hadrijana. U suradnji sa senatom proveo administrativne reforme koje je započeo Hadrijan. Zbog osiguranja državnih granica dao izgraditi u Britaniji, između današnjeg Firth of Fortha i Firth of Clydea, utvrđenu liniju poznatu pod nazivom Antoninov zid (vallum Antonini) i pojačati granicu – limes – u Germaniji i Reciji.
| Prethodnik:            | Rimski carevi | Nasljednik:                  |
| Hadrijan (117. – 138.) | Rimski carevi | Marko Aurelije (161. – 180.) |

### Ostali projekti
|  | Zajednički poslužitelj ima stranicu o temi Antonin Pio |